# Bree Turner
Bree Turner (ur. 10 marca 1977 w Palo Alto) – amerykańska aktorka filmowa i telewizyjny. Występowała w jednej z głównych ról w serialu Grimm.

## Życiorys
Urodziła się 10 marca 1977 w Palo Alto w Kalifornii.
Za występ w jednej z głównych ról w filmie Dziewczyny z drużyny 2 (2004) była nominowana do DVDX Award w kategorii najlepsza aktorka. Występowała w takich filmach jak:  Powiedz tak (2001), Całe szczęście (2006), Strażacki pies (2007), Rok, w którym się poznaliśmy (2008) i Wyjść na prostą (2012), pojawiła się w rolach gościnnych w serialach Mistrzowie horroru (2005),  Quarterlife (2008), Zaklinacz dusz (2008) Brzydka prawda (2009) i Mentalista (2012).
W latach 2012–2017 występowała w roli Rosalee Calvert w nagradzanym serialu Grimm. Pojawiła się w 99 odcinkach, kręconej w Portlandzie, produkcji.